# Yale (Iowa)
Yale – miasto w Stanach Zjednoczonych, w stanie Iowa, w hrabstwie Guthrie. Zgodnie ze spisem statystycznym z 2000 miasto liczyło 287 mieszkańców.